# Дорофєєв Микола Михайлович
Микола Михайлович Дорофєєв (рос. Николай Васильевич Дорофеев; нар. 29 грудня 1950, Ленінград, РРФСР — пом. 7 жовтня 1989, Ленінград, РРФСР) — радянський російський футболіст, нападник.

## Ранні роки
Народився 29 грудня 1950 року в Санкт-Петербурзі. Батько — Василь Олексійович Дорофєєв, працював електриком на заводі «Електросила». Мати — Ганна Миколаївна Дорофєєва, домогосподарка.

## Кар'єра гравця
У командах майстрів дебютував у 1969 році – у складі ленінградського «Зеніту» провів п'ять матчів у чемпіонаті країни (виходив на заміну в середині другого тайму) та один – у Кубку (замінений у перерві). Проте так і зумів зарекомендувати себе належним чином у «Зеніті». Потім грав у командах другої ліги «Селенга» Улан-Уде (1971-1973) і «Промінь» Владивосток (1974-1976). У 1977-1978 роках грав у першості Ленінграда за «Червоний трикутник».

## Смерть
Помер 7 жовтня 1989 року у Санкт-Петербурзі.